# Drengsrud
Drengsrud là một làng nằm ở Na Uy.